# Baulmes
Baulmes é uma comuna da Suíça, situada no distrito de Jura-Nord Vaudois, no cantão de Vaud. Tem 22,53 km² de área e sua população em 2018 foi estimada em 1.027 habitantes.